# Wohlsborn
Wohlsborn település Németországban, azon belül Türingiában. Lakosainak száma 477 fő (2017. december 31.). Wohlsborn Kromsdorf, Ilmtal-Weinstraße, Sachsenhausen és Großobringen községekkel határos.

## Népesség
A település népességének változása:

| 2017 | 477 |